# 帕特里西奥·蒙托霍-帕萨隆
帕特里西奥·蒙托霍-帕萨隆（西班牙語：Patricio Montojo y Pasarón，1839年9月7日—1917年9月30日) ，西班牙海军军官。美西战争中担任驻守在马尼拉的西班牙海军太平洋舰队总司令。於马尼拉湾海战中被美国海军准将乔治·杜威击败，並因此受西班牙军事法庭审判。尽管该審判决定后来被推翻，但蒙托霍仍遭西班牙海军解雇。

## 早年生活
1839年9月7日出生于加利西亚省费罗尔。1855年毕业于加的斯海军学院。1860年晋升少尉军衔，前往菲律宾的棉兰老岛与当地摩洛人作战。在菲律宾逗留期间，他跟随西班牙军官访问了中国和越南南部的法国殖民地，1864年返回西班牙本土。後於1866年跟随舰队前往南美洲，参加与秘鲁的战争，并在海军部秘书处任职。1873年晋升上校军衔，负责指挥哈瓦那和拉普拉塔河的西班牙海军舰队。1890年返回西班牙，晋升海军准将军衔。

## 美西战争
1898年晋升海军少将，被派往菲律宾指挥西班牙海军太平洋舰队，負責镇压菲律宾独立运动；但他发现西班牙太平洋舰队力量薄弱，无法抵抗美国海军的进攻。蒙托霍曾多次向政府通报其船队岌岌可危的状况，但均未收到任何答复。由于西班牙部队准备不足，美国海军顺利进入马尼拉湾。与此同时，西班牙船只停泊在甲米地附近的海军军火库，蒙托霍对战斗持悲观态度。1898年5月1日早5点，美国海军在甲米地对西班牙海军展开突袭。到5：40，尽管岸炮和蒙托霍的中队开火，但没有一艘美国船只受损。蒙托霍的旗舰克里斯蒂娜号巡洋舰和其他西班牙船只一起遭受重创，迫使他将旗舰移至古巴岛号巡洋舰。
早上7:30，美军亚洲分舰队撤离，补充弹药并为船员提供休息。这场战役美军只有1人死亡，8人受伤。早上11:15，美国舰队返回。與之相對，此时西班牙舰队的大部分船只被毁，无力抵抗。不久之后，西班牙人便投降。據当时编年史记载，当蒙托霍看到战斗即将失败时，他下令将其余仍在漂浮的船只烧毁并沉没，以防止它们被美国人夺走。蒙托霍报告说，他的舰队总共约 381人伤亡，伤者中有他的两个儿子之一。
西班牙太平洋舰队：
参战舰艇：
- 克里斯蒂娜太后号无防护巡洋舰（旗舰）
- 卡斯蒂利亚号无防护巡洋舰
- 唐·安东尼奥·乌略亚号无防护巡洋舰（维修中，发动机被拆除。左舷舰炮被拆卸装备岸上炮台）
- 奥地利的唐璜号无防护巡洋舰
- 古巴岛号防护巡洋舰
- 吕宋岛号防护巡洋舰
- 杜罗侯爵号炮艇

未参战舰艇：
- 贝拉斯科号无防护巡洋舰
- El Coreo号炮艇
- 莱佐将军号炮艇
- Argos号炮艇
- 棉兰老岛号运输舰

## 晚年
1898年9月，蒙托霍被解除职务，并要求返回西班牙本土受审。1898年11月，他出席了马德里最高军事法院的审判。根据军事法庭的判决，他于1899年3月被监禁，但隨后被释放。作证的有美国海军上将乔治·杜威，蒙托霍曾向他发过一封请求援助的信。这位美国军官回答说：“虽然对你们船只的状况没有准确的了解，但我会毫不犹豫地告诉你们我已经知道的事情。有幸向我的政府报告，你们在甲米地的防御是极其英勇的。你们旗舰的战斗，特别值得在你们国家的英勇传统中占有一席之地。”蒙托霍后来雖被免除指控，卻仍被西班牙海军开除。
1917年9月30日于马德里逝世，享年78岁。

## 荣誉
- 天主教圣伊莎贝拉勋章
- 海军白色十字勋章
- 海军红色十字勋章
- 圣赫梅内吉尔勋章
- 法国荣誉军团勋章